# 卡萨尔诺切托
卡萨尔诺切托（義大利語：Casalnoceto），是意大利亚历山德里亚省的一个市镇。总面积12.97平方公里，人口992人，人口密度76.5人/平方公里（2009年）。ISTAT代码为006040。